# Masihullah Barakzai
Masihullah Barakzai (sinh ngày 6 tháng 12 năm 1990) là một cầu thủ bóng đá người Afghanistan hiện tại thi đấu cho Afghan Premier F.C. Anh cũng thi đấu cho Saremyesht F.C tại Kabul Premier League Afghanistan từ năm 2009 đến năm 2012. Anh thi đấu cho đội tuyển U-21 ở vị trí tiền vệ phòng ngự tại Đại hội Thể thao Nam Á (SAG) tại Bangladesh năm 2010 với 5 lần ra sân trước Ấn Độ, Sri Lanka, Pakistan, Maldives và Bangladesh, sau đó được lựa chọn vào Đội tuyển bóng đá quốc gia Afghanistan. Anh có 7 lần ra sân trước Tajikistan, Bhutan và Nepal, Palestine, Ấn Độ và một trận không chính thức, khi đội tuyển quốc gia thi đấu với U-23 Tajikistan. Anh mặc áo số 11 và thi đấu ở vị trí tiền vệ.